# Internetová encyklopedie
Internetová encyklopedie je pojmenování pro obvykle rozsáhlou databázi užitečných informací lidského vědění, která je přístupná pomocí webového prohlížeče prostřednictvím internetu. První nápad sepsat rozsáhlou internetovou encyklopedii, která by lidem sloužila zadarmo, se datuje k roku 1993, kdy Rick Gates navrhl takzvaný projekt Interpedia. Jeho myšlenka spočívala ve vybudování rozsáhlé webové encyklopedie, na kterou bude moci každý zájemce volně přispívat svými materiály a svými znalostmi. Tento projekt však nikdy neopustil realizační fázi, zůstalo jen u plánů. Jako alternativa k encyklopediím je vnímána rovněž existence velmi kvalitních vyhledávačů. V současné době je největší internetovou encyklopedií na světě Wikipedie.